# Eadfrith
Eadfrith est un homme d'Église anglo-saxon mort en 721. Moine à l'abbaye de Lindisfarne, il est l'auteur du manuscrit richement enluminé connu sous le nom d'Évangiles de Lindisfarne. Il devient par la suite évêque de Lindisfarne.

## Biographie
Eadfrith est cité comme l'auteur des Évangiles de Lindisfarne dans un colophon ajouté au Xe siècle. Ce manuscrit richement enluminé est réalisé pour commémorer la translation des reliques de Cuthbert, en 698. Son accession au siège épiscopal de Lindisfarne prend vraisemblablement place vers cette même date, mais après la réalisation des Évangiles, travail de longue haleine difficilement conciliable avec une charge d'évêque.
En tant qu'évêque, Eadfrith commande la rédaction d'une hagiographie de Cuthbert, la Vita sancti Cuthberti, texte qu'il fait ultérieurement réviser par Bède le Vénérable. Il fait également restaurer l'ermitage de Cuthbert sur l'île de Farne. Sa mort est datée de 721 dans des sources du XIIe siècle. Il est considéré comme saint et fêté le 4 juin, fête qu'il partage avec son prédécesseur Eadberht et son successeur Æthilwald.